# Eduard Haßloch

Eduard Haßloch

Eduard Haßloch (* 12. August 1887 in Bensheim; † 15. Oktober 1944 ebenda) war ein deutscher Mundartdichter und Dramatiker.

## Leben
Der Sohn wohlhabender Eltern schlug zunächst die Übernahme des väterlichen Textilgeschäfts am Bensheimer Marktplatz (heute Stehcafé) aus, studierte Journalismus und begann erste Lyrik zu verfassen. Im Ersten Weltkrieg übernahm er dann doch das elterliche Geschäft, um die zum Militär eingezogenen Angestellten zu ersetzen und wurde selbst – aufgrund seines Gesundheitszustandes nur für wenige Monate – mobilisiert.
1920 heiratete Eduard Franz Sigmund Haßloch (wie sein vollständiger Name lautete) die aus Hanau stammende Katharina Mathilde Keipp. 1920 und 1923 wurden seine Töchter Elisabeth und Sophie-Helene geboren. 1923 bis 1925 schrieb er drei Theaterstücke in Bensheimer Mundart, in denen er teilweise Ereignisse aus Politik, Gerichtsprotokollen und Polizeiberichten aufgriff und zusammenführte, um sie mit Witz und Ironie zu verarbeiten. Haßlochs Theaterstücke wurden im hessischen Ried, im Odenwald und an der Bergstraße, meist ohne sein Wissen oder Zutun, aufgeführt, so dass sie ihm keine ideellen oder finanziellen Vorteile einbrachten. Auf dem Höhepunkt der so erworbenen Popularität beendete Haßloch seine „Karriere“ als Autor von Theaterstücken und wandte sich wieder der Lyrik und dem Feuilleton zu.
Haßloch war 1929 Mitbegründer des „Bergsträßer Winzerfests“, das laut Verkehrsverein Bensheim heute das größte südhessische Weinfest ist.
Das Familienunternehmen brach im Zuge der Weltwirtschaftskrise zusammen. Auch ein erneuter Versuch Haßlochs, geschäftlich aktiv zu werden, schlug fehl. Der von ihm (zusammen mit anderen) gegründete „Volks-, Bau- und Sparverein“ scheiterte im Zuge der Bankenkrise zum Ende der Weimarer Republik. Haßloch setzte freiwillig sein gesamtes privates Vermögen ein, um den Kleinsparern Teile ihres Verlustes zu ersetzen, verkaufte das Haus am Bensheimer Marktplatz sowie mehrere Grundstücke und führte den Erlös an die Geschädigten ab. 
Einsam und verarmt starb Haßloch im Alter von nur 57 Jahren am 15. Oktober 1944 in Bensheim.

## Ehrungen
Seit 1975 erinnert die Stadt Bensheim a.d.B. mit dem „Eduard-Haßloch-Weg“ im Süden der Stadt an ihren Sohn.

## Werke (Auswahl)
- Der Wingertsweg, Theaterstück in Bensheimer Mundart
- Der Esel, Theaterstück in Bensheimer Mundart (1925)
- Der Lebensretter, Theaterstück in Bensheimer Mundart (1926)

Werkausgabe:
- Der Wingertsweg - Der Lebensretter - Der Esel: Theaterstücke in Bensheimer Mundart. Mit einem Vorwort von Wilhelm Weyrauch und einer Einleitung von Bernd Ph. Schröder. Museumsverein Bensheim, Bensheim 1987, ISBN 393196003X